# Apsolidium
Apsolidium is een geslacht van zeekomkommers uit de familie Cucumariidae.

## Soorten
- Apsolidium alvei O'Loughlin & O'Hara, 1992
- Apsolidium densum O'Loughlin & O'Hara, 1992
- Apsolidium falconerae O'Loughlin, 2007
- Apsolidium handrecki O'Loughlin & O'Hara, 1992